# Consulta nacional de Venezuela de 2017
La consulta nacional de Venezuela de 2017, también llamado como plebiscito nacional de Venezuela de 2017, fue una consulta popular convocada por la Asamblea Nacional la cual se celebró el 16 de julio de 2017. Esta jornada se realizó en respuesta a la crisis institucional por la que atraviesa el país. Este proceso electoral se diferenció de procesos anteriores debido a que se trató de un acto de desobediencia civil, en el contexto de la aplicación de los artículos 333 y 350 de la constitución venezolana, en el cual se desconoce al Consejo Nacional Electoral y al Tribunal Supremo de Justicia de Venezuela, debido a lo que la oposición consideró la «ruptura del hilo constitucional» generada por ambos poderes, según a las declaraciones de la Asamblea Nacional y del Ministerio Público.
Los diputados opositores de la Asamblea Nacional aprobaron la consulta popular el miércoles 5 de julio de 2017 basándose en los artículos 5, 70, 71 y 187.4 de la constitución. El gobierno venezolano desconoció los resultados de la consulta por considerarlos inconstitucionales. Por otra parte, numerosos gobiernos expresaron su apoyo a la consulta y las Naciones Unidas instaron a que se respetaran los resultados.

## Terminología
CONATEL prohibió a los medios de comunicación llamar a la actividad de la MUD como «consulta popular»; dicha prohibición fue considerada como «arbitraria e ilegal» por el Colegio Nacional de Periodistas. Voceros oficialistas denominaron el proceso como plebiscito, sosteniendo que no está contemplado en la constitución, que el último proceso similar fue realizado durante la dictadura de Marcos Pérez Jiménez y que los procesos electorales deben ser realizados por el Consejo Nacional Electoral (CNE). No obstante, los voceros opositores afirmaron que el proceso no fue estrictamente electoral, por lo que no necesitaba ser realizado por el CNE, y que el mecanismo de consulta popular está explícitamente contenido en el artículo 70 de la constitución.[cita requerida]

## Preguntas
El 6 de julio la Mesa de la Unidad dio a conocer las 3 preguntas que se realizaron en la consulta. De acuerdo con lo establecido por la coalición opositora, los venezolanos debían responder a tres preguntas con «Si» o «No», con la intención de que los resultados fuesen el primer paso para un cambio de sistema político en Venezuela. Las preguntas fueron las siguientes:
1. ¿Rechaza y desconoce la realización de una Constituyente propuesta por Nicolás Maduro sin la aprobación previa del pueblo venezolano?
2. ¿Demanda a la Fuerza Armada Nacional y a todo funcionario público obedecer y defender la Constitución del año 1999 y respaldar las decisiones de la Asamblea Nacional?
3. ¿Aprueba que se proceda a la renovación de los poderes públicos de acuerdo a lo establecido a la Constitución, y a la realización de elecciones libres y transparentes así como la conformación de un gobierno de unión nacional para restituir el orden constitucional?

En el proceso electoral permitió la participation de todos los venezolanos mayores de 18 años inscritos o no inscritos en el CNE, dentro y fuera de Venezuela. El comité formado para el desarrollo del evento, denominado «Rescate por la Democracia», trabajaría en la logística y la seguridad de dicha actividad.

## Requisitos
1. Cédula de identidad laminada (vigente o no)
2. Pasaporte (vigente o no), en caso de no tener la cédula
3. Ser mayor de 18 años para la fecha de la consulta

Esta consulta se destacó porque permitía la participación de cualquier venezolano, así no estuviese inscrito en el Registro Electoral venezolano y sin importar cuál fuese su centro de votación original.

## Centros de consulta

### Venezuela

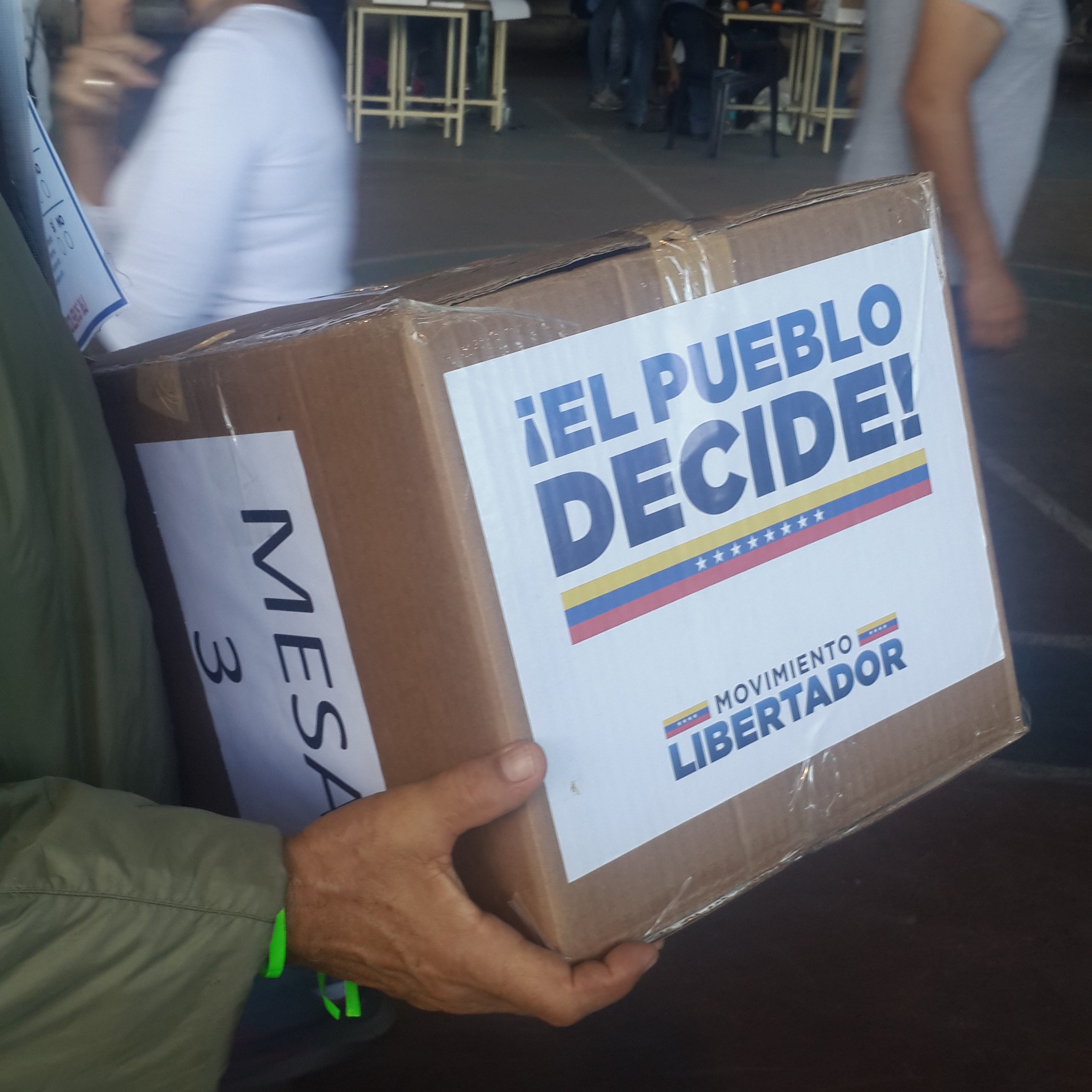
Caja con votos sellada después de la consulta

La MUD anunció que habría 2030 puntos para la consulta en todo Venezuela, para atender a más de 19 millones de participantes. Los centros de consulta fueron fijados en varias plazas, en las adyacencias de iglesias y en algunos colegios. No era necesario estar inscrito en el centro para poder participar.[cita requerida]

### Extranjero
Adicionalmente, diversos puntos de consulta han sido habilitados en el extranjero, incluyendo en países como: Alemania, Andorra, Angola, Arabia Saudita, Argelia, Argentina, Aruba, Australia, Austria, Baréin, Barbados, Bélgica, Bielorrusia, Bolivia, Bonaire, Brasil, Brunéi, Bulgaria, Canadá, Catar, Chile, Colombia, Corea del Sur, Costa Rica, Croacia, Curazao, Dinamarca, Ecuador, Egipto, El Salvador, Emiratos Árabes, España, Estados Unidos, Filipinas, Finlandia, Francia, Granada, Grecia, Guatemala, Guyana, Honduras, Hong Kong, Hungría, Irlanda, Israel, Italia, Jamaica, Japón, Kuwait, Líbano, Luxemburgo, Malasia, Malta, Marruecos, México, Mozambique, Nicaragua, Nigeria, Noruega, Nueva Zelanda, Omán, Países Bajos, Panamá, Paraguay, Perú, Polonia, Portugal, Puerto Rico, Reino Unido, República Dominicana, República Checa, Rusia, Sint Maarten, Sudáfrica, Suecia, Suiza, Tailandia, Taiwán, Trinidad y Tobago, Turquía, Uruguay.
Además, por primera vez se establecieron centros de consulta en la Guayana Esequiba, garantizando el derecho a la participación a los venezolanos con cédula de identidad que residían en la zona en reclamación.

## Observadores

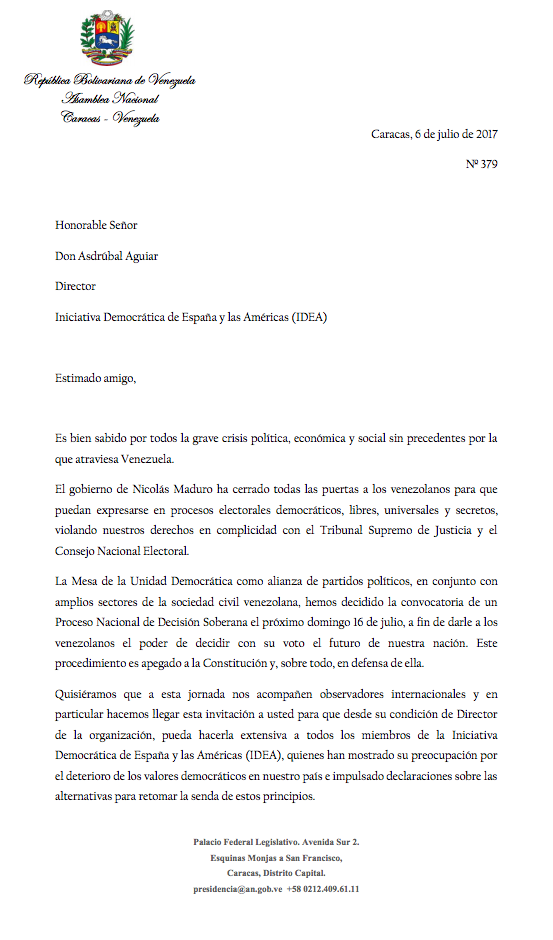
Invitación de Julio Borges para comisión de expresidentes.

El presidente de la Asamblea Nacional, Julio Borges, invitó a varios expresidentes como observadores en la consulta popular. La organización Iniciativa Democrática de España y las Américas (IDEA) informó que enviará una comisión integrada por cinco expresidentes: Laura Chinchilla y Miguel Ángel Rodríguez de Costa Rica, Jorge Tuto Quiroga de Bolivia, Andrés Pastrana de Colombia y Vicente Fox de México, en respuesta a la invitación. La Asamblea también invitó a «más de 12 personalidades y parlamentarios de otros países». El proceso fue asistido por organizaciones como Súmate, EsData, Voto Joven y Foro Penal Venezolano.

## Sucesos e irregularidades
Los políticos Leopoldo López y Antonio Ledezma pudieron ejercer su derecho al voto bajo arresto domiciliario. Ledezma le dedicó su voto a los «jóvenes que murieron sin conocer la democracia».
En la mañana, grupos armados afectos al gobierno irrumpieron en el centro de votación de la parroquia San Agustín en Caracas, rompieron los cuadernos de votación, los cuales ya tenían más de 300 firmas registradas, y se llevaron una urna electoral. El centro de votación fue trasladado a Parque Carabobo para continuar con la consulta.
En horas de la tarde, oficialistas y opositores se enfrentaron en Catia hasta que motorizados afectos al gobierno dispararon contra ciudadanos que se encontraban en el centro de votación que se realizaba en la iglesia El Carmen, en la avenida Sucre de Catia, resultando en una fallecida y tres heridas. Más de doscientas personas se resguardaron en la iglesia, incluyendo al arzobispo de Caracas, Jorge Urosa Savino. El grupo pudo salir de la iglesia alrededor de las 5:00 p. m. bajo custodia y buen resguardo. Según un dirigente de Voluntad Popular, Pedro Benítez, el coronel de la Guardia Nacional Bolivariana (GNB) Bladimir Lugo se negó a actuar para evitar una confrontación entre ambos grupos, respondiendo que «ese no es mi problema». Lugo estaba a cargo de la seguridad del centro de votación habilitado para el simulacro electoral cercano y fue el comandante de la unidad que resguarda la Asamblea Nacional, imputado por el Ministerio Público por cometer agresiones contra diputados y otros ciudadanos. Jorge Rodríguez responsabilizó a la MUD por los hechos violentos.
El gobierno a través del alcalde Jorge Rodríguez acusó a la oposición de alterar los resultados y permitir la repetición del voto, y denunció que la consulta fue organizada "sin padrón electoral" ni las "garantías necesarias".

## Resultados
Los rectores de cinco casas de estudios de Venezuela anunciaron que más de 7.186.170 venezolanos participaron en la consulta popular «El Pueblo Decide» convocada por la Asamblea Nacional y la sociedad civil para el 16 de julio, con el escrutinio al 95%. Alrededor de las 11:40 p. m., la rectora de la Universidad Central de Venezuela Cecilia García Arocha, explicó que con el 95% de los votos escrutados, 6.492.381 de los votos fueron dentro del país (95%) y los 693.789 votos fueron electores en el exterior (5%).
| Pregunta | Opción Sí | Opción Sí | Opción No | Opción No | Votos Nulos | Votos Nulos |
| Pregunta | Votos     | %         | Votos     | %         | Votos       | %           |
| -------- | --------- | --------- | --------- | --------- | ----------- | ----------- |
| 1        | 7 432 764 | 98,64     | 9.078     | 0,12      | 93 447      | 1,24        |
| 2        | 7 446 381 | 98,82     | 9.835     | 0,13      | 79 073      | 1,05        |
| 3        | 7 454 703 | 98,93     | 11 348    | 0,15      | 69 238      | 0,92        |

## Reacciones

### Internacionales
- Organización de Naciones Unidas La ONU instó a Venezuela a respetar la consulta popular que la oposición celebrará.[7]

- Unión Europea: La alta representante de la Unión Europea (UE) para la Política Exterior, Federica Mogherini, declaró que «sería útil si el Gobierno buscase gestos políticos para desescalar las tensiones, crear mejores condiciones para reanudar el trabajo hacia una solución pacífica negociada y suspender el proceso de hacer una Asamblea Constituyente», y que «gran parte de la población claramente no parece apoyar la Asamblea Constituyente. Convocar esa Asamblea corre el riesgo de polarizar más el país y de incrementar la confrontación».[28]

- Alemania: La viceportavoz del Ministerio de Exteriores de Alemania, María Adebahr, declaró que «desde nuestro punto de vista, el plebiscito expresó claramente la voluntad del país. Aunque el resultado no sea jurídicamente vinculante debe llevar al presidente Maduro a replantearse la convocatoria de la Constituyente» y que «hay que alentar a las partes es a que se sienten a negociar y encuentren un acuerdo nacional que posibilite cumplir las previsiones electorales, y que haya elecciones auténticas mediante el sufragio universal, libre, igual, directo y secreto».[29]

- Argentina: El ministro de relaciones exteriores y culto de Argentina, Jorge Faurie, celebró la participación del pueblo venezolano en la consulta realizada por la MUD y expresó en su cuenta de Twitter: «Esperamos que el Gobierno Nacional de Venezuela escuche e inicie el camino hacia la restitución de la democracia y el respeto de los derechos humanos».
- Bolivia: El presidente Evo Morales, cercano aliado y colaborador del Gobierno venezolano rechazó que la consulta pública convocada por la oposición venezolana tuviese validez legal, y acusó a los exmandatarios latinoamericanos que participaran como observadores de dicho proceso de ser "conspiradores" de una trama de golpe de Estado orquestada contra Nicolás Maduro.[30]

- Brasil: La cancillería de Brasil exhortó al Gobierno venezolano a cancelar la convocatoria a una Asamblea Constituyente, afirmando que sus reglas «violan el derecho al sufragio universal y al propio principio de soberanía popular» y que «el elevado nivel de participación en el plebiscito (...) fue una muestra inequívoca de la voluntad del pueblo venezolano de que haya una pronta restauración del estado democrático de derecho en el país».[31]

- Canadá: La ministra de Relaciones Exteriores de Canadá, Chrystia Freeland, expresó mediante un comunicado que «Canadá felicita al pueblo de Venezuela por el ejercicio de sus derechos democráticos» y que «insta al Gobierno de Venezuela a cancelar la Asamblea Nacional Constituyente y entrar en negociaciones con la oposición».[32]

- Colombia: El presidente Juan Manuel Santos, reiteró en Twitter que «hay que desmontar constituyente para lograr solución negociada, rápida y pacífica en Venezuela. El mundo entero lo está pidiendo».
- Costa Rica: La cancillería costarricense emitió en su página electrónica un comunicado en el que reconocía como legítimo y exitoso el plebiscito ciudadano de la oposición venezolana como una muestra de "vocación democrática inquebrantable" de parte de la ciudadanía de ese país, y exhortaba al Gobierno venezolano a "respetar los resultados" de dicha consulta.[33] Días después el canciller costarricense Manuel González expresó el reproche de su gobierno a que el gobierno venezolano declarase persona no grata a la ex-presidenta Laura Chinchilla por participar como observadora de la consulta popular.[34]

- España: El ministro español de Exteriores y Cooperación, Alfonso Dastis, recalcó que la Asamblea Constituyente que promueve el presidente «no es el futuro» en un país donde 6,3 millones de ciudadanos rechazaron la propuesta en la consulta.[29]

- Estados Unidos: El presidente Donald Trump amenazó aplicar sanciones económicas si el gobierno continuaba intentando implementar la Asamblea Constituyente, afirmando que «el pueblo volvió a dejar claro que apoya la democracia, la libertad y el estado de derecho» en referencia a la consulta popular.[35]

- México: El gobierno de México difundió un comunicado para manifestar que reconoce el alto nivel de participación en la consulta popular convocada por la oposición. También lamenta y condena los incidentes de violencia registrados durante la jornada.[36]

- Panamá: La Cancillería panameña calificó como exitosa la jornada de la consulta en la que «se expresó el sentir popular de rechazo a la Asamblea Constituyente» y declaró que «como una nación que respeta los derechos democráticos de los ciudadanos instamos al Gobierno venezolano a detener las acciones» para reformar la Carta Magna y «a establecer un calendario electoral para retornar el país a la institucionalidad y la democracia».

- Puerto Rico: El gobernador de la isla, Ricardo Rosselló indicó en un comunicado que «la salida a la crisis política en Venezuela radica en la celebración de elecciones libres, transparentes y democráticas. El Gobierno de Puerto Rico exhorta al Gobierno de Venezuela a reconocer la voluntad expresada por la mayoría de los venezolanos en el plebiscito ciudadano efectuado ayer».

- La comisión de expresidentes observadores miembros de la agrupación política de exmandatarios hispanos-americanos IDEA le solicitaron a la comunidad internacional que reconociera la legitimidad de la consulta.[37]

### Nacionales
- El gobierno venezolano no reconoció los resultados de la consulta al considerar que viola la constitución.[6] El gobierno de Nicolás Maduro no reconoció la consulta como vinculante, y el mismo día el CNE convocó a un «Ensayo Electoral Constituyente» paralelo, como ensayo de las elecciones a la Asamblea Nacional Constituyente de Venezuela de 2017, programadas para el 30 de julio.[38][39] El gobierno declaró a los cinco expresidentes latinoamericanos que participaron como observadores internacionales en la consulta popular como persona non grata. Vicente Fox fue sancionado el 16 de julio, y los presidentes Andrés Pastrana, Jorge Quiroga, Laura Chinchilla y Miguel Ángel Rodríguez el 18 de julio.[40]
- El canciller Samuel Moncada tildó a los cinco observadores de «sicarios políticos», «mercenarios» y «payasos» que «se venden al mejor postor para ir a distintos lugares a decir lo que les pidan».[41]
- Jorge Rodríguez, alcalde del Municipio Libertador de Caracas y alto dirigente del PSUV en temas electorales sostuvo que los organizadores de la consulta no contaron cada papeleta como un voto, sino cada pregunta por separada, multiplicados por tres cada uno, y que por lo tanto presuntamente solo se habían registrado 2 395 390 votos, aunque esta interpretación ha sido desmentida por los organizadores del proceso. Denunció supuestas irregularidades durante el proceso, incluyendo el voto de menores de edad y extranjeros, al igual del caso de una persona que votó 17 veces en diferentes puntos de Caracas.[42]
- El diputado oficialista Pedro Carreño introdujo un recurso contra la consulta ante el Tribunal Supremo de Justicia,[43] aunque el TSJ no se pronunció sobre la consulta.
- La presidenta del CNE pidió que no se generaran falsas expectativas y resaltó que el proceso no tenía validez jurídica.[44]
- El contralor general lo rechazó al sostener que "la figura del plebiscito no aparece en la Constitución"[45]
- El defensor del pueblo afirmó que los resultados no serían vinculantes.[46]